# Mika Biereth
Mika Miles Biereth (* 8. února 2003) je fotbalista, který hraje jako útočník za Monako. Narodil se v Anglii a hraje za dánskou reprezentaci.

## Reprezentační kariéra
Biereth se narodil v Anglii.
Dánsko reprezentoval v kategoriích do 19 a 21 let. Do reprezentace do 19 let byl poprvé povolán v září 2021 a debutoval dne 6. října 2021 proti Severnímu Irsku. V březnu 2023 byl povolán do reprezentace do 21 let, v březnu 2025 byl povolán do seniorské reprezentace.
Kromě Dánska mohl reprezentovat také Německo, Anglii, Bosnu a Hercegovinu a Srbsko.